# Karl-Anton Schulte

Karl-Anton Schulte

Karl Anton Schulte (* 27. Dezember 1873 in Neisse; † Januar 1948) war ein deutscher Jurist und Politiker der Zentrumspartei. 
Schulte studierte Rechtswissenschaften in Freiburg im Breisgau, München und Breslau und trat 1898 in den preußischen Justizdienst ein. Im Jahr 1905 wurde er Staatsanwalt in Lissa. 1910 wechselte er nach Bromberg. Schulte wurde 1917 zum Staatsanwaltsrat ernannt. Seit 1919 amtierte er als Landgerichtsdirektor in Breslau, ehe er 1921 zum Oberstaatsanwalt ernannt wurde. Seit 1926 war er Senatspräsident am Landgericht Breslau und seit 1928 Präsident des Landgerichts Hanau.
Politisch gehörte Schulte der Zentrumspartei an. Für diese war er zweiter Vorsitzender des Provinzialverbandes Niederschlesien. Außerdem war er seit 1920 Mitglied im Landesausschuss und 1924 im Reichsvorstand dieser Partei.
Schulte war von 1919 bis 1921 Mitglied der Verfassungsgebenden Preußischen Landesversammlung und anschließend bis zu seiner Mandatsniederlegung am 31. Januar 1923 Mitglied des Landtages. Im März 1921 trat er im Nachrückverfahren für seinen Parteikollegen Alois Puschmann, der sein Mandat niedergelegt hatte, als Abgeordneter des Zentrums in den Reichstag ein. Diesem gehörte er – bei den beiden Wahlen des Jahres 1924 wiedergewählt – bis 1928 als Abgeordneter des Wahlkreises 8 bzw. – nach einer Neudurchnummerierung der Wahlkreise 1924 – 7 (Breslau) an. Während seiner Abgeordnetenzeit gehörte er dem Fraktionsvorstand der Zentrumsfraktion im Reichstag an.
Schulte verfasste zahlreiche meist politische Schriften. Während seines Studiums wurde er Mitglied des KStV Brisgovia, des K.St.V. Saxonia München und des K.St.V. Unitas Breslau.